# Trentepohlia varipes
Trentepohlia varipes är en tvåvingeart som beskrevs av Alexander 1960. Trentepohlia varipes ingår i släktet Trentepohlia och familjen småharkrankar. Inga underarter finns listade i Catalogue of Life.